# District de Sōma
Le district de Sōma (相馬郡, Sōma-gun) est un district de la préfecture de Fukushima, au Japon.
Au 1er octobre 2014, sa population était de 13 619 habitants pour une superficie de 276,48 km2.

## Communes du district
- Bourgs :
  - Shinchi
- Village :
  - Iitate